# 黑松內町
黑松內町（日语：／ Kuromatsunai chō */?）是北海道後志綜合振興局南部的城鎮，也是日本山毛櫸的生長的最北端。當地北邊面向日本海，東南邊則面向太平洋。兩個海洋的直線距離約為20km。
名稱源自阿伊努語的「kur-mat-nay」，意思是有女性和人的小河。

## 人口
| 黑松內町人口分布圖 |                                                 |  |
| 黑松內町與日本全國年齡別人口分布比較圖 （2005年資料） | 黑松內町的年齡、男女別人口分布圖 （2005年資料） |  |
| ■紫色是黑松內町 ■綠色是全国 | ■藍色是男性 ■紅色是女性                         |  |
| 黑松內町人口變化 \| 1970年 \| 5,429人 \| \| \| 1975年 \| 4,692人 \| \| \| 1980年 \| 4,532人 \| \| \| 1985年 \| 4,214人 \| \| \| 1990年 \| 3,927人 \| \| \| 1995年 \| 3,875人 \| \| \| 2000年 \| 3,608人 \| \| \| 2005年 \| 3,457人 \| \| \| 2010年 \| 3,250人 \| \| \| 2015年 \| 3,082人 \| \| \| 2020年 \| 2,791人 \| \| |                                                 |  |
| 資料來源：日本總務省統計中心提供之人口普查數據 |                                                 |  |
| 1970年 | 5,429人                                         |  |
| 1975年 | 4,692人                                         |  |
| 1980年 | 4,532人                                         |  |
| 1985年 | 4,214人                                         |  |
| 1990年 | 3,927人                                         |  |
| 1995年 | 3,875人                                         |  |
| 2000年 | 3,608人                                         |  |
| 2005年 | 3,457人                                         |  |
| 2010年 | 3,250人                                         |  |
| 2015年 | 3,082人                                         |  |
| 2020年 | 2,791人                                         |  |

## 歷史
- 1856年：由長萬部經過黑松內通往歌棄的道路完成，黑松內成為兩地之間交通的中樞。[4]
- 1871年：伊達邦成的家臣共13戶來到限在的黑松內市區的地方開始進行開墾。隨後，來自斗南藩的24戶也來到黑松內參予開墾。
- 1909年4月1日：黑松內村成立為北海道二級村。
- 1915年4月1日：歌棄郡熱郛村成立為北海道二級村。
- 1923年4月1日：樽岸村成立為北海道二級村。
- 1955年1月15日：樽岸村被分割成兩部份，其中一部分與黑松內村、歌棄郡熱郛村合併為三和村。
- 1959年1月1日：三和村改制為三和町。
- 1959年5月1日：三和町改名為黑松內町。

## 交通

### 鐵路
- 北海道旅客鐵道
  - 函館本線：黑松內車站 - 熱郛車站
  - 室蘭本線：由轄區南部通過，但未設置車站。

### 道路
| 高速道路 - 道央自動車道：黑松內系統交流道 一般國道 - 國道5號 - 國道37號 - 國道229號 | 主要地方道 - 北海道道9號壽都黑松內線 道道 - 北海道道265號熱郛白井川線 - 北海道道266號大成黑松內停車場線 - 北海道道344號白井川豐浦線 - 北海道道523號美川黑松內線 |

### 巴士
- 二世古巴士

## 觀光景點
觀光
- 歌才山毛櫸天然北限地
- 添別山毛櫸林
- 黑松內町山毛櫸中心
- 歌才自然之家
- 黑松內溫泉

## 教育
中學校
| - 黑松內町立黑松內中學校 | - 黑松內町立白井川中學校 |

小學校
| - 黑松內町立黑松內小學校 | - 黑松內町立白井川小學校 |

## 姊妹、友好都市

### 日本
- 西予市（愛媛縣）

## 本地出身的名人
- 木村方一：北海道教育大學名譽教授
- 中嶋音路：俳人

## 外部連結
- （日語）ふれあいの森情報館（页面存档备份，存于）
- （日語）山毛櫸北限網站（页面存档备份，存于）
- （日語）黑松內山毛櫸博物館（页面存档备份，存于）
- （日語）黑松內山毛櫸森林自然學校